# Räpitz
Räpitz ist eine Ortschaft der Stadt Markranstädt im Landkreis Leipzig in Sachsen. Zur Ortschaft gehören die Ortsteile Räpitz, Meyhen, Schkeitbar und Schkölen.

## Geografie
Räpitz liegt in der Leipziger Tieflandsbucht südwestlich von Leipzig an der Landesgrenze zu Sachsen-Anhalt.

## Geschichte
Schkölen, Schkeitbar, Räpitz und Meyhen sind slawische Gründungen, die erstmals 993, 1008 bzw. 1282 und 1321 erstmals erwähnt wurden. Räpitz und seine heutigen Ortsteile Meyhen, Schkölen und Schkeitbar gehörten bis 1815 zum hochstift-merseburgischen Amt Lützen, das seit 1561 unter kursächsischer Hoheit stand und zwischen 1656/57 und 1738 zum Sekundogenitur-Fürstentum Sachsen-Merseburg gehörte. Durch die Beschlüsse des Wiener Kongresses wurden die vier Orte mit dem Westteil des Amts Lützen im Jahr 1815 an Preußen abgetreten und 1816 dem Kreis Merseburg im Regierungsbezirk Merseburg der Provinz Sachsen zugeteilt. Sie lagen seitdem an der Grenze zum Königreich Sachsen.
Am 1. Juli 1950 wurden Meyhen, Schkölen und Schkeitbar nach Räpitz eingemeindet und im Zuge der ersten Kreisreform in der DDR dem Landkreis Weißenfels zugeteilt. Mit der zweiten Kreisreform 1952 kam Räpitz zum Kreis Leipzig-Land im Bezirk Leipzig, der 1994 im Landkreis Leipziger Land und im Jahr 2008 im Landkreis Leipzig aufging. Die Eingemeindung von Räpitz nach Markranstädt erfolgte am 1. Januar 1994.

## Verkehr
Räpitz liegt zwischen der Bundesstraße 87 im Nordwesten, der Bundesstraße 186 im Nordosten und der Bundesautobahn 38 im Süden.